# Limmy
Brian „Limmy” Limond (ur. 20 października 1974 w Glasgow) – szkocki komik, aktor, scenarzysta, animator i webdeveloper.

## Kariera
Limmy stał się początkowo znany za sprawą własnej strony internetowej oraz bloga. W 2006 dzięki serii podkastów Limmy’s World of Glasgow zainteresowały się nim brytyjskie media, a szkocki magazyn The List umieścił go na 14. pozycji listy 100 najbardziej wpływowych ludzi kultury w Szkocji. W marcu 2007 wystąpił dwukrotnie na Glasgow International Comedy Festival, wyprzedając wszystkie bilety. W tym samym roku zagrał postać Zacka Eastwooda w programach o grach komputerowych Consolevania i Videogaiden. W lipcu 2010 pojawił się w sitcomie Technicy-magicy jako Barry, czyściciel okien z niezrozumiałym glasgowskim akcentem. W styczniu 2010 miał również premierę autorski program Limonda stworzony dla telewizji BBC, Limmy's Show, będący serią skeczy. Serial zdobył uznanie, otrzymując w 2011 szkocką nagrodę BAFTA za najlepszy program rozrywkowy.
Limmy znany jest z prowadzenia wideoczatów, poprzez które komunikuje się z fanami. Jest również aktywnym użytkownikiem Twittera oraz aplikacji Vine.

## Życie prywatne
Od ponad 10 lat żyje ze swoją partnerką Lynn McGowan, z którą ma syna Daniela.
Jest abstynentem i ateistą.